# Peristichia agria
Peristichia agria är en snäckart som beskrevs av Dall 1889. Peristichia agria ingår i släktet Peristichia och familjen Pyramidellidae. Inga underarter finns listade i Catalogue of Life.